# Битва при Молдоне
Битва при Молдоне (англ. Battle of Maldon) — происшедшая 10 августа 991 года на реке Блэкуотер у города Молдон в восточной Англии битва между англосаксами и вторгшимися в Англию викингами. В этом сражении англосаксы были побеждены.

## История
Битва при Молдоне произошла в годы правления англосаксонского короля Этельреда Неразумного. Согласно данным из «Англосаксонской хроники» и сложенной по следам событий 10 августа 991 года поэмы-песни «The Battle of Maldon», войска скандинавов возглавлял норвежец Олаф Трюггвасон. Численность викингов оценивалась в 2000—4000 воинов. Хроника «Liber Eliensis», составленная в XII веке монахами из Эли, указывает на тот факт, что армия англосаксов в несколько раз уступала по количеству своим противникам.
Набеги, устраиваемые викингами на Британские острова с VIII века, привели к созданию в восточной Англии региона, подчинённого власти скандинавов — Данелага (территории, где действовали датские законы). Англосаксонскому королю Эдуарду Старшему удалось в начале X века отвоевать эту область, однако вслед за тем вновь начались набеги викингов через море. Битва при Молдоне и стала результатом одного из таких набегов. То, что норманны приплыли в Англию не для завоеваний, а за добычей указывают слова, сказанные одним из парламентёров-викингов: «we willað wið þam golde grið fæstnian» (За золото мы заключим с вами перемирие).

## Битва
Англосаксонское войско возглавлял доверенный короля, ealdorman (эрл) Биртнот (Byrhtnoth), которому была поручена охрана побережья от морских набегов. Его отряд был составлен преимущественно из вооружённых местных крестьян.
Согласно исторической песне «The Battle of Maldon», прибывшие к месту будущего сражения на конях англосаксы спешились и собрались на речном берегу. Прибывших к ним для переговоров и требовании дани представителей норманнов они ни с чем отправили обратно.
Викинги, находившиеся на одном из речных островов не вступали в бой, так как не решались незащищёнными под англосаксонскими стрелами и копьями переправляться через реку, и Биртнот позволил им беспрепятственно добраться до твёрдого берега. Ударившие тогда по противнику викинги разбили англосаксов. На поле боя под норманнскими мечами пал Биртнот, видевшие его гибель вассалы бежали с поля боя. Немногие оставшиеся при своём командире англосаксы также погибли.

## Последствия
Как сообщает «Англосаксонская хроника» за 991 год, ещё до битвы при Молдоне норманнами был разграблен Ипсвич. Затем в битве пал эрл Биртнот. Чтобы избежать ещё больших неудач и потерь в кровопролитной борьбе с викингами, англосаксы, при посредничестве архиепископа Сигериха, заключили мир с датчанами, уплатив первоначально 10 тысяч фунтов дани, и обязавшись выплачивать её и далее.

## В искусстве
- Джон Толкин «Возвращение Беортнота, сына Беортхельма» — пьеса, посвящённая последствиям битвы.
- Франс Бенгтссон, роман «Длинные корабли»
- Криста Йохансен, рассказ «Лето Господне девятьсот девяносто первое».
- Песня группы Leaves Eyes «The Battle of Maldon».
- Песни группы Winterfylleth «The March to Maldon» и «Brithnoth: The Battle of Maldon (991 AD)»

## Комментарии
1. ↑  В «Хрестоматии по истории английского языка с VII по XVII в.» А. И. Смирницкого — битва при Малдоне[1].